# Just a Notion
Just a Notion är en poplåt som spelats in och givits ut av den svenska popgruppen Abba. Låten är skriven och producerad av gruppmedlemmarna Benny Andersson och Björn Ulvaeus. Låten släpptes som singel den 22 oktober 2021 och finns med på albumet Voyage, som släpptes den 5 november 2021. "Just a Notion" släpptes digitalt på olika streamingtjänster och som CD-singel. Inför singelutgivningen släpptes ett 17 sekunder långt smakprov från låten på TikTok den 18 oktober 2021.

## Bakgrund
"Just a Notion" spelades ursprungligen in som en demo till albumet Voulez-Vous i augusti 1978, men låten övergavs och kom inte med på det färdigställda albumet. En del av den inspelningen togs med i medleyt "Undeleted" som sattes samman till CD-boxen Thank You for the Music 1994. Det var först under inspelningssessionen till Voyage som låten färdigställdes och då återanvände gruppen sångpåläggningen från 1978, men gjorde en helt ny musikbakgrund. 

## Medverkande och produktion
- Sång: Agnetha Fältskog och Anni-Frid Lyngstad
- Bakgrundssång: Benny Andersson och Björn Ulvaeus
- Keyboards och programmering: Benny Andersson
- Trummor: Per Lindvall
- Gitarr: Lasse Wellander
- Barytonsaxofon: Jan Bengtson
- Altsaxofon: Pär Grebacken

Ljudtekniker var Bernard Löhr. Assiterande ljudtekniker var Linn Fijal. Mixningen utfördes av Benny Andersson och Bernard Löhr. Mastering utfördes av Björn Engelmann 

## Musikvideor
Den 21 oktober (dagen före det officiella releasedatumet) släpptes låten via en officiell video på Youtube, innehållandes endast en stillbild med singelns omslagsbild. I kommentarerna till videon nämns samtliga medverkande. En andra  musikvideo med låttexten presenterad i rörlig grafik (lyric video) släpptes på Youtube dagen efter, i samband med att låten släpptes. Videon regisserades av Mike Anderson och producerades av Nick Barratt från företaget Able. 

## Listframgångar
| Land (2021)    | Högsta position |
| -------------- | --------------- |
| Japan          | 11              |
| Nederländerna  | 73              |
| Nya Zeeland    | 27              |
| Schweiz        | 60              |
| Storbritannien | 59              |
| Sverige        | 22              |
| Tyskland       | 36              |